# 大夼镇
大夼镇，是中华人民共和国山東省烟台市莱阳市下辖的一个乡镇级行政单位。

## 行政区划
大夼镇下辖以下地区：
大夼村、姜村庄村、石家庄村、朱城泊村、郭格庄村、涝泊村、北苟格庄村、南苟格庄村、羊儿山后村、杜家泊村、宗格庄村、铎夼村、南姜家庄村、韶格庄村、三里庄村、憩格庄村、宋村、西汪格庄村、东汪格庄村、北汪格庄村、南汪格庄村、南王家庄村、刘家庄村、东韩格庄村、横岭口村、牟格庄村、李树圈村、柳前夼村和邀驾岭村。

## 人口
2010年中国第六次人口普查时，大夼镇共有人口29875人。共有家庭9987户，平均每户2.94人。14岁以下的少年儿童共3032人，占总人口10.14%；15-64岁人口共22707人，占总人口76.00%；65岁及以上的老年人共4136人，占总人口的13.84%。男性共计15326人，占总人口51.30%；女性共计14549，占总人口48.69%。本地居住的人口中，拥有本地户籍的人口为29381人，占98.34%。